# Алое білувате
Алое білувате (Aloe albida)  — сукулентна рослина роду алое.

## Етимологія
Алое білувате отримало свою назву від своїх білих квітів (лат. albida — білуватий).

## Місця зростання
Aloe albida має дуже невелиу область поширення (EOO). Існує понад 15 місць зростання, які не сильно фрагментовані. Росте в провінції Мпумаланга, Південноафриканська республіка та Есватіні на висоті 1 500 м над рівнем моря.
Цей вид зростає на туманних гірських пасовищах і в ущелинах скель серед моху.

## Опис
Алое білувате — це карликове алое з дрібними білими квітами. Як правило, зростає поодиноко або невеликими групами. Листя утворюють розетку близько 150 х 4-5 мм. Листя має воскове покриття, яке надає їм блідо-сіруватого / блакитно-зеленого кольору. Має одне суцвіття (90-150 мм) з дрібними білими квітами. Час цвітіння іноді в лютому, але, як правило, з кінця березня по квітень.
За розмірами і характеристиками листя схожий на Aloe saundersiae і має схожі квітки з Aloe myriacantha, хоча ця рослина набагато більша, і її квіти тьм'яно-рожеві (Reynolds, 1950).

## Охоронний статус
Aloe albida переніс два основних зниження чисельності населення. Першим було знищення більшої частини його місць проживання через лісорозведення. Друге — коли багато з популяцій, що зплишилися після початкового залісення були піддані додатковому тиску, переважно, подальшим залісенням і вторгненням в середовище існування бур'янів. Залісення не є такою серйозною загрозою сьогодні, як це було в минулому, і багатьом субпопуляціям, особливо в горах між Барбертоном і Есватіні нічого не загрожує в даний час. Тим не менш, деяке постійне зниження особин може очікуватися через деградацію середовища проживания в результаті чужорідних інвазій. Незаконний збір для садівничих цілей, являє собою потенційну загрозу в деяких з відомих місць проживания виду.
У Червоному списку рослин Південної Африки (англ. Red List of South African Plants) Aloe albida занесено до категорії видів, близьких до загрозливого стану (англ. Near Threatened (NT)).
Внесене до Додатку І Конвенції про міжнародну торгівлю дикими видами фауни і флори, що знаходяться під загрозою зникнення (CITES).

## Використання
Цей витончений вид алое в основному використовується в садівництві, де це має привабливий вигляд і його досить легко вирощувати.
Утримують рослини в легкій тіні в добре провітрюваному приміщенні, де вони отримують тільки вранішнє сонце. Важливо добре поливати ці рослини протягом усього вегетаційного періоду. Тим не менш, взимку вони повинні отримувати полив, тільки за теплої погоди.